# Medjez Amar
Medjez Amar è un comune dell'Algeria, situato nella provincia di Guelma.